# صلاح المصري
صلاح المصري ممثل مصري بدأ نشاطه الفني في بداية الخمسينيات من خلال المسلسلات الإذاعية، ثم بدأ نشاطه في السينما عام 1955 وأدى أدواراً ثانوية مساعدة مميزة في العديد من الأفلام، وشارك أيضا في المسلسلات التلفزيونية.

## قائمة أعماله
مسلسل إذاعي «ثورة عرابي» للمخرج زكريا شمس الدين.
مسلسل اذاعي «أمل الأحرار» للمخرج محمود يوسف.
فيلم «خالي شغل» للمخرج حسن عامر، عام 1955
فيلم «سجين أبو زعبل» للمخرج نيازي مصطفى، عام 1957
فيلم «شاطئ الأسرار» للمخرج عاطف سالم، عام 1958
فيلم «قلب من ذهب» للمخرج محمد كريم، عام 1959
فيلم «موعد في البرج» للمخرج عز الدين ذو الفقار، عام 1962
فيلم «صراع الجبابرة» للمخرج زهير بكير، عام 1962
فيلم «آخر فرصة» للمخرج نيازي مصطفى، عام 1962
مسلسل اذاعي «جفت الدموع» للمخرج أحمد عبد الحميد، عام 1966
مسلسل «مفتش المباحث» للمخرج حسن الإمام، عام 1968
مسلسل اذاعي «شنبو في المصيدة» للمخرج يوسف حجازي، عام 1968
سهرة تليفزيونية «الوهم» للمخرج إبراهيم الصحن، عام 1968
مسلسل «ألف ليلة وليلة» للمخرج شوقي جمعة، عام 1969
مسلسل «الرجل ذو الخمسة وجوه» للمخرج إبراهيم الصحن، عام 1969
فيلم «السلم الخلفي» للمخرج عاطف سالم، عام 1973
فيلم «معركة تاقرفت» للمخرج محمود عياد دريزة، عام 1981

## وصلات خارجية
- صلاح المصري على موقع قاعدة بيانات الأفلام العربية
- صلاح المصري على الدهليز
- صلاح المصري على كاروهات